# BYD Song L DM-i
BYD Song L DM-i – hybrydowy samochód osobowy typu SUV klasy średniej produkowany pod chińską marką BYD od 2024 roku.

## Historia i opis modelu

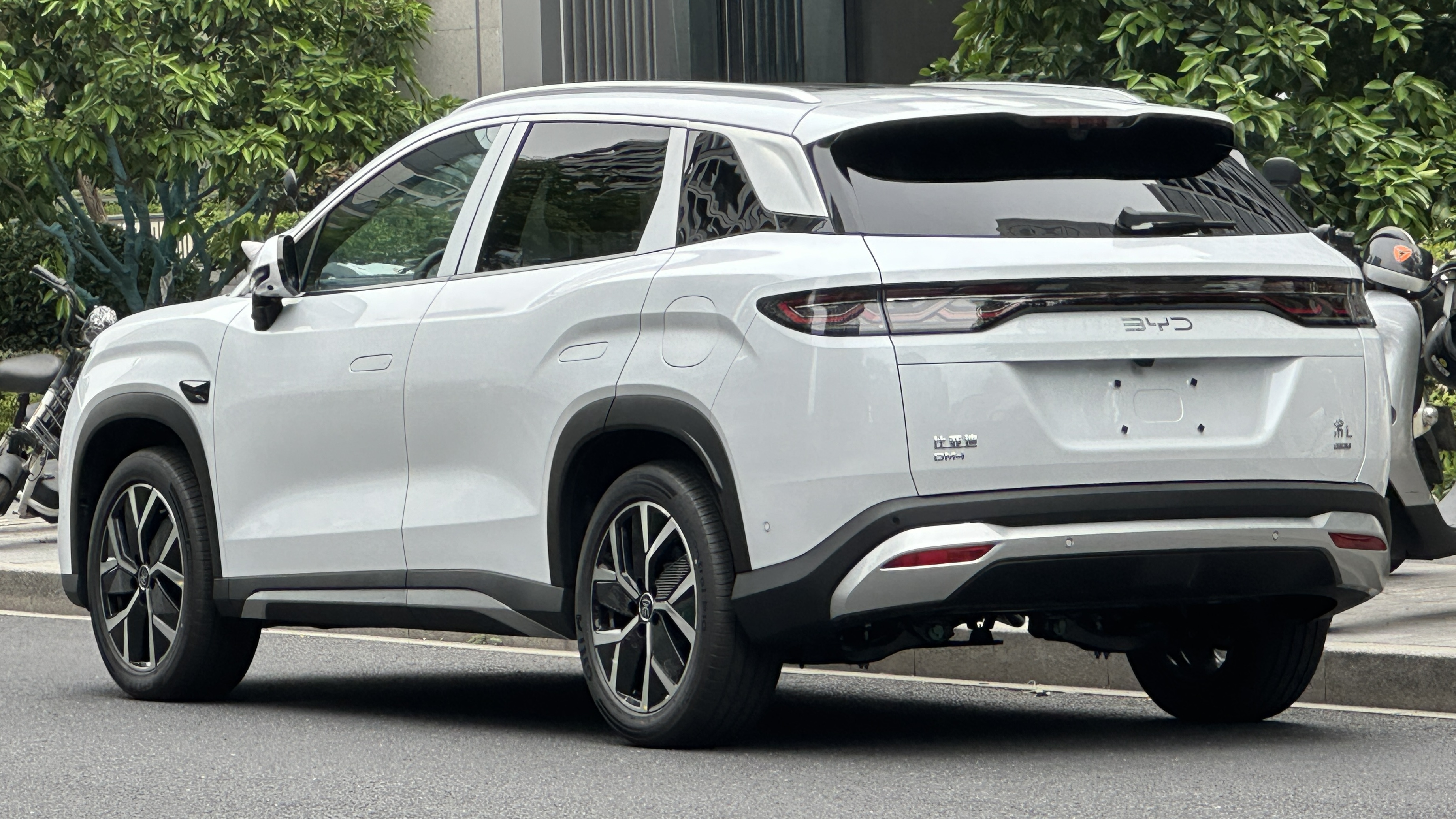
BYD Song L DM-i - tył

W lipcu 2024 BYD Auto przedstawiło kolejny model poszerzający gamę średniej wielkości SUV-ów o nazwie "Song". BYD Song L DM-i powstał jako alternatywa dla równolegle debiutującego, oblej zarysowanego Song Plusa po drobnej modernizacji, wyróżniając się bardziej agresywną stylizacją. Pas przedni auta charekteryzują wąsko zarysowane, strzeliste reflektory połączone niewielką listwą świetlną oraz obszerny dolny wlot powietrza. Linię boczną pokryły łukowato zarysowane nadkola, a tylne łezkowate lampy są zespolone linią świetlną.
Projekt kabiny pasażerskiej Song L DM-i jest spójny z innymi samochodami BYD z linii "Dynasty" i charakteryzuje się dwubarwnym wykończeniem oraz masywną deską rozdzielczą z nisko osadzonymi nawiewami. Na tunelu środkowym umieszczono selektor jazdy i panel przycisków haptycznych, a w konsoli centralnej umieszczono obracający się w zakresie 90 stopni centralny ekran dotykowy. Kolejny wyświetlacz utworzyły cyfrowe zegary przed kierownicą.

### Sprzedaż
Song L DM-i powstał głównie z myślą o wewnętrznym rynku chińskim, gdzie jego sprzedaż rozpoczęła się tuż po lipcowej premierze. W ciągu 72 godzin od otwarcia zamówień BYD Auto zgromadził 20 tysięcy zamówień.

### Dane techniczne
BYD Song L DM-i został wyposażony wyłącznie w spalinowo-elektryczny napęd hybrydowy typu plug-in. Jego podstawą został wolnossący silnik benzynowy o pojemności 1,5 litra i mocy 99 KM, który poprzez bezstopniową przekładnię e-CVT połączono z 215-konną jednostką elektryczną. Do wyboru przewidziano trzy pakiety baterii pozwalające na poruszanie się w trybie czysto elektrycznym: 13 kWh (75 km zasięgu), 18,3 kWh (112 km) oraz 26,6 kWh (do 160 kilometrów w trybie elektrycznym).